# Чак-Ток-Іч'аахк III
Чак-Ток-Іч'аахк III (д/н —26 липня 508) — ахав Мутуля у 485—508 роках. Ім'я перекладається як «Велика Примарна/Облачна лапа».

## Життєпис
Походив з теотіуаканської династії. Син ахава К'ан-Чітама і Іш-Цуц-Нік, саальської принцеси. Про дату народження немає відомостей. Після смерті батька у 485 році обійняв трон. Церемонія інтронізації відбулася в день 9.2.10.9.7, 8 Манік’ 10 Ч'єн (26 вересня 485 року).
Вже у 486 році вирушив у похід проти царства Маасаль, що відмовилося визнати зверхність ще батька Чак-Ток-Іч'аахка III. У день 9.2.11.7.8, 4 Ламат 6 Яшк'ін (13 серпня 486 року) мутульський військовик Балам-Мам спустошив Маасаль і через сім днів доставив полоненого маасальского царя Чак-Ток-Іч'аахку III. Після цього в день 9.2.11.10.16, 7 Кіб 14 Яш (20 жовтня 486 року) Чак-Ток-Іч'аахк III провів обряд, в ході якого бранця, можливо, принесли в жертву.
Посиливши свої позиції північніше, мутульський цар на початку 500-х років звернув свою увагу на долину річки Усумасінти, сподіваючись скористатися конфліктом між царствами Па'чан і Йокіб-К'ін. Зрештою Чак-Ток-Іч'аахк III вирішив підтримати Па'чанську державу, проте зазнав поразки, а його військовик Ах-Балам потрапив у полон через 14 днів. Невдовзі мутульський цар помер (від поранень або на полі бою) в день 9.3.13.12.5, 13 Чікчан 13 Шуль (26 липня 508 року).